# 田種玉
田種玉，字公琢，號遜庵，直隸顺天府宛平县（今北京市城區）人，清朝政治人物。

## 生平
順治十一年，順天府鄉試第一（解元）。顺治十二年，登进士，改庶吉士，散館授翰林院檢討。歷国子监司业，官至礼部侍郎。